# Mark Birch (cầu thủ bóng đá)
March Birch (sinh ngày 5 tháng 1 năm 1977 ở Stoke-on-Trent) là một hậu vệ bóng đá người Anh đã giải nghệ biết đến nhiều nhất khi đầu quân cho Carlisle United và Gretna.
Birch ghi một bàn thắng trong thời gian ở Carlisle; trong thắng lợi 1-0 trước Macclesfield Town vào tháng 3 năm 2003. Tại Gretna anh thi đấu trong trận Chung kết Cúp quốc gia Scotland 2006.